# Confession
Confession (с англ. — «Исповедь») — второй альбом американской метал-группы Ill Niño, выпущенный в 2003 году. Альбом занял 37 место в Billboard Top 200. Альбом включает в себя несколько элементов и влияние альтернативного метала. Это последний альбом с Марком Риццо, который покинул группу во время записи альбома, чтобы присоединиться к Soulfly, и первый альбом для Алу Ластера покинувшего Machine Head.

## Список композиций
| №                   | Название                                                     | Длительность |
| ------------------- | ------------------------------------------------------------ | ------------ |
| 1.                  | «Te Amo...I Hate You»                                        | 3:33         |
| 2.                  | «How Can I Live»                                             | 3:17         |
| 3.                  | «Two (Vaya Con Dios)»                                        | 3:23         |
| 4.                  | «Unframed»                                                   | 3:23         |
| 5.                  | «Cleansing»                                                  | 3:45         |
| 6.                  | «This Time's for Real»                                       | 3:27         |
| 7.                  | «Lifeless...Life...»                                         | 2:47         |
| 8.                  | «Numb»                                                       | 4:06         |
| 9.                  | «Have You Ever Felt?» (feat. Max Illidge of 40 Below Summer) | 3:18         |
| 10.                 | «When It Cuts»                                               | 2:48         |
| 11.                 | «Letting Go»                                                 | 3:18         |
| 12.                 | «All the Right Words»                                        | 4:08         |
| 13.                 | «Re-Birth»                                                   | 2:54         |
| 14.                 | «How Can I Live / Como Puedo Vivir» (Spanish Version)        | 3:08         |
| Общая длительность: | Общая длительность:                                          | 47:07        |

| №   | Название                                                          | Длительность |
| --- | ----------------------------------------------------------------- | ------------ |
| 15. | «How Can I Live» (Single Mix)                                     | 2:57         |
| 16. | «I'll Find a Way»                                                 | 3:59         |
| 17. | «Someone Or Something» (Also found Japanese version of the album) | 3:06         |

## Участники записи

### Группа «Ill Nino»
- Кристиан Мачадо — вокал
- Дэйв Чаварри — ударные
- Лазаро Пина — бас-гитара
- Хардель Мартинс Пизанти — гитара
- Марк Риццо — гитара (на треках 2, 4, 6-8, 10-15)
- Ару Ластер — гитара (на треках 1, 5, 9, 16 и 17)
- Даниэль Коуто — перкуссия

### Приглашённые участники
- Омар Клавиджо — клавишные, программирование
- Джо Родригеc — перкуссия
- Макс Иллидж — вокал (на 9 треке) (40 Below Summer, Black Market Hero)
- Майк Долинг — вокал (на 3 треке) (ex-Snot, ex-Soulfly, ex-Abloom)